# IBM 8514

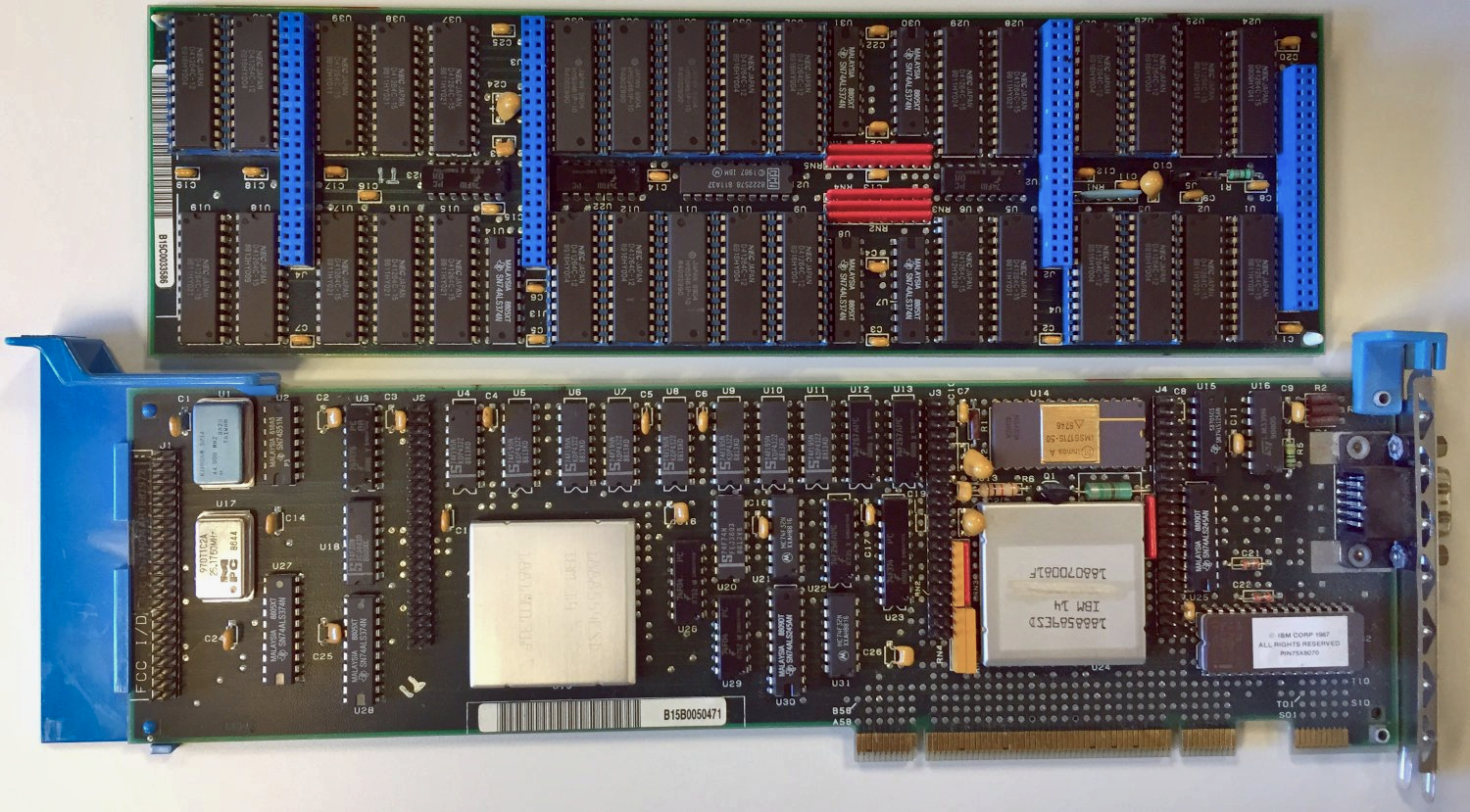
The IBM 8514 Micro Channel adapter, with memory add-on.

IBM 8514 é um padrão gráfico de monitor de computador para IBM PC com resolução de 1024x768 pixels e 256 cores de exibição em 43,5Hz (entrelaçado), ou 640x480 a 60Hz (não entrelaçado).  8514 normalmente se refere ao placa de vídeo padrão 8514, no entanto, a IBM vendeu o monitor CRT (para utilizar com o 8514), que tem o mesmo nome, 8514.
8514 usou uma interface de programação padronizada chamada de "adaptador de Interface" ou AI. Esta interface também é usado pelo padrão XGA, IBM Adapter Imagem, e clones do 8514/A e XGA, como a ATI Technologies Mach 32 e IIT AGX. A interface permite que operações de desenho 2D comuns para o hardware 8514. Ele liberou o processamento da CPU para outras tarefas e melhorou a velocidade de renderizar gráficos visuais (tal como um gráfico de pizza ou desenhos CAD).

## História
8514 foi introduzido com o padrão de computadores IBM Personal System/2 em Abril de 1987. Era uma atualização opcional para o VGA.
Apesar de não ser o primeiro PC que vinha com placa de vídeo que suportava aceleração de hardware é muita vezes creditado ao padrão 8514 ter massificado o acelerador. Até a introdução do 8514, a aceleração gráfica do PC vinha apenas em estações de trabalho de alto custo.
As placas baseadas na arquitetura do 8514 foram feitas usando os chips TMS34010 da Texas Instruments.
8514 foi substituído pelo IBM XGA.

## Sistema operacional
Os sistemas operacionais compatíveis foram:
- OS/2
- Windows 2.1
- XFree86 2.1.1
- Autocad 10
- QuikMenu

## Compatibilidades
8514:
- 640×480 com 256 cores com saída 262,144 (18 bit)
- 1024×768 com 256 cores com saída 262,144 (18 bit)

- 640×480 com 80x34 characteres
- 1024×768 com 85x38 characteres
- 1024×768 com 146x51 characteres

Latter clone board offered additional resolutions:
- 800×600 com 16-bit e 24-bit color depths
- 1280×1024 com 16-bit e 24-bit color depths